# Karolinska universitetssjukhuset
Ej att förväxla med Karolinska Institutet.
Karolinska universitetssjukhuset är ett universitetssjukhus i Stockholms län, med huvudsaklig verksamhet genom storsjukhus i Huddinge och Solna kommuner. Det bildades den 1 januari 2004 genom en sammanslagning av Huddinge universitetsjukhus och Karolinska sjukhuset.
Karolinska universitetssjukhuset är den näst största enskilda sjukhusorganisationen i Sverige efter Sahlgrenska universitetssjukhuset.

## Uppdrag
Karolinska universitetssjukhuset har särskilt ansvar för specialiserad och högspecialiserad vård för de dryga 2,4 miljoner invånarna i Region Stockholm, och högspecialiserad vård för övriga Sverige och i viss mån andra länder. Totalt har sjukhuset 2022 ansvar för 13 olika typer av Nationell högspecialiserad vård, jämfört med 37 vid Akademiska sjukhuset i Uppsala, 21 vid Sahlgrenska Universitetssjukhuset i Göteborg, 17 vid Skånes Universitetssjukhus, 2 vid Södersjukhuset, 1 vid S:t Eriks Ögonsjukhus och 1 vid Danderyds sjukhus. Dessutom bedriver sjukhuset betydande forskning, i huvudsak tillsammans med Karolinska Institutet.

## Sjukhusets enheter

### Karolinska universitetssjukhuset Huddinge
- Koordinater: 59°13′13.4″N 17°56′14.4″Ö / 59.220389°N 17.937333°Ö

Karolinska universitetssjukhuset Huddinge (tidigare Huddinge sjukhus) ligger tillsammans med olika forsknings- och studieenheter i Flemingsberg i Huddinge kommun söder om Stockholm.
Sjukhuset byggdes åren 1968 till 1977 i nuvarande Flemingsberg och var på sin tid Skandinaviens största byggprojekt och den största vårdbyggnaden som uppförts i Sverige. Uppdragsgivare var Stockholms läns landsting och för den arkitektoniska utformningen stod HLLS Arkitektkontor (Karl-Åke Hellman med flera). Anläggningen består av flera huskroppar om fem våningar som förbinds med glasade gångar. Mellan husblocken bildas gårdar. Stommen består av prefabricerade betongelement. Fasaderna har en yta av krattad och dekorgjuten betong med accenter av blått glas. Sjukhuset projekterades för 1 700 vårdplatser och 1 200 öppenvårdsbesök och blev därmed Europas största.
1972 togs de första patienterna emot på Huddinge sjukhus. År 1975 utfördes där den första benmärgstransplantationen i Sverige och 1984 den första levertransplantationen.
Karolinska Huddinges yttre lär symbolisera berg och hav. Enligt uppgift är byggnaden K-märkt vilket anges försvåra all ombyggnation av lokalerna.

#### Chopin
Under åren 2015–2019 gjordes i Huddinge, med projektnamnet Chopin (Centrum i Huddinge för operation och intervention) och på befintliga byggnadens södra sida, ny- och ombyggnationer av bland annat operation och röntgen. I juni 2020 kunde den nya operationsavdelningen tas i bruk. Bygget är en del av den så kallade Framtidsplanen (gällande utveckling av hälso- och sjukvården i Stockholms län).

#### Bildgalleri, Karolinska Huddinge

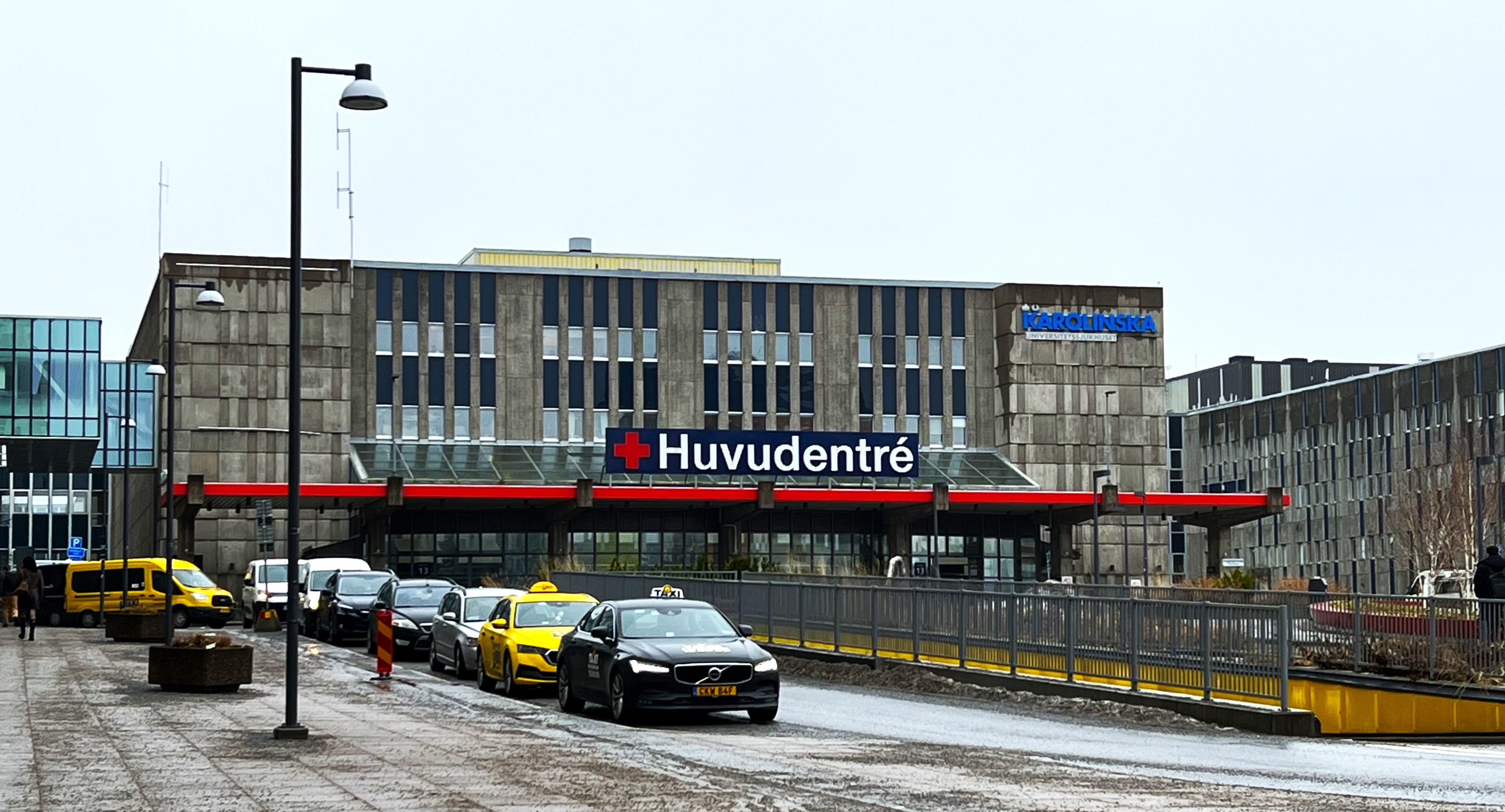
Karolinska universitetssjukhuset i Flemingsberg, Huddinge
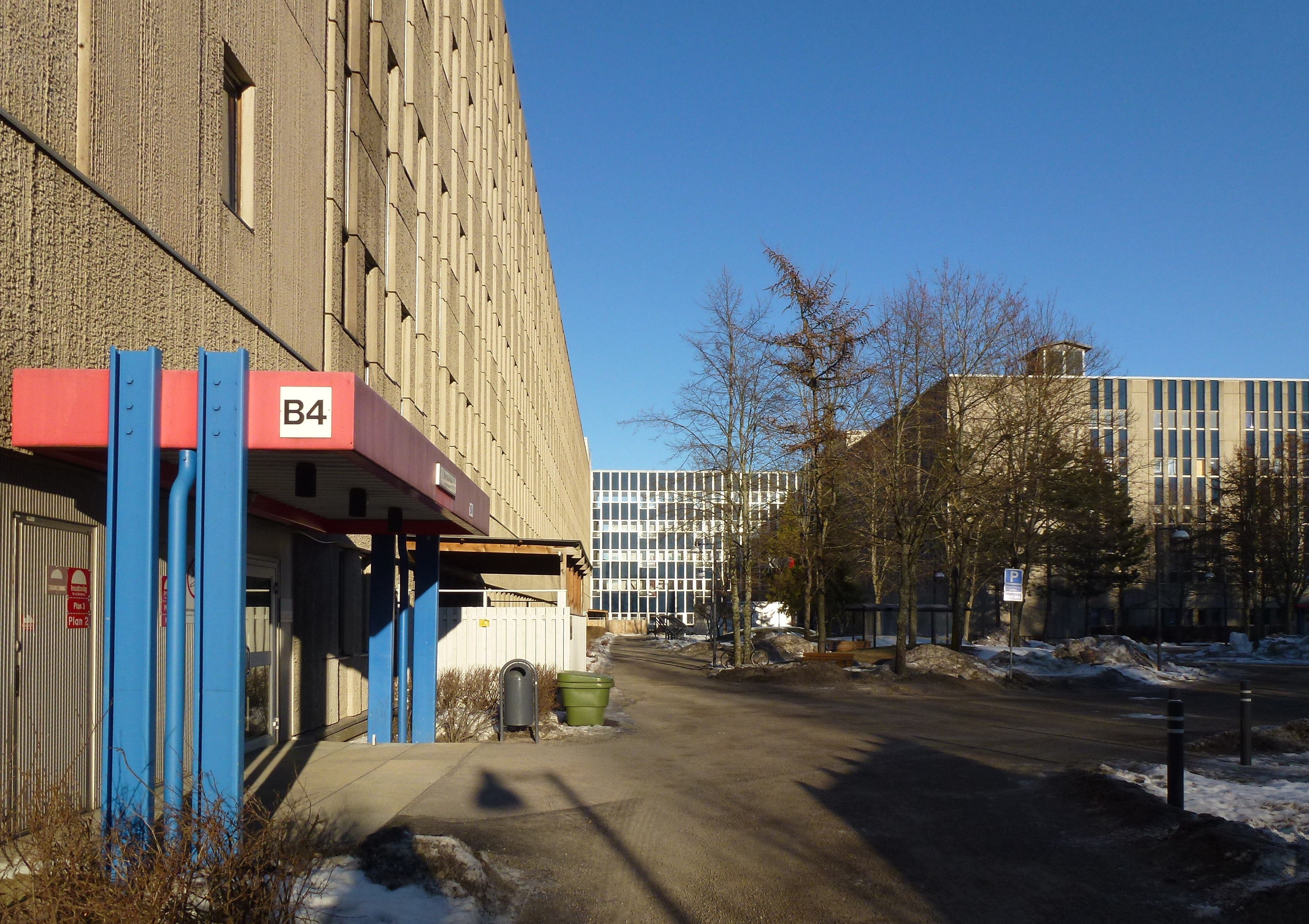
Fasaderna mot syd
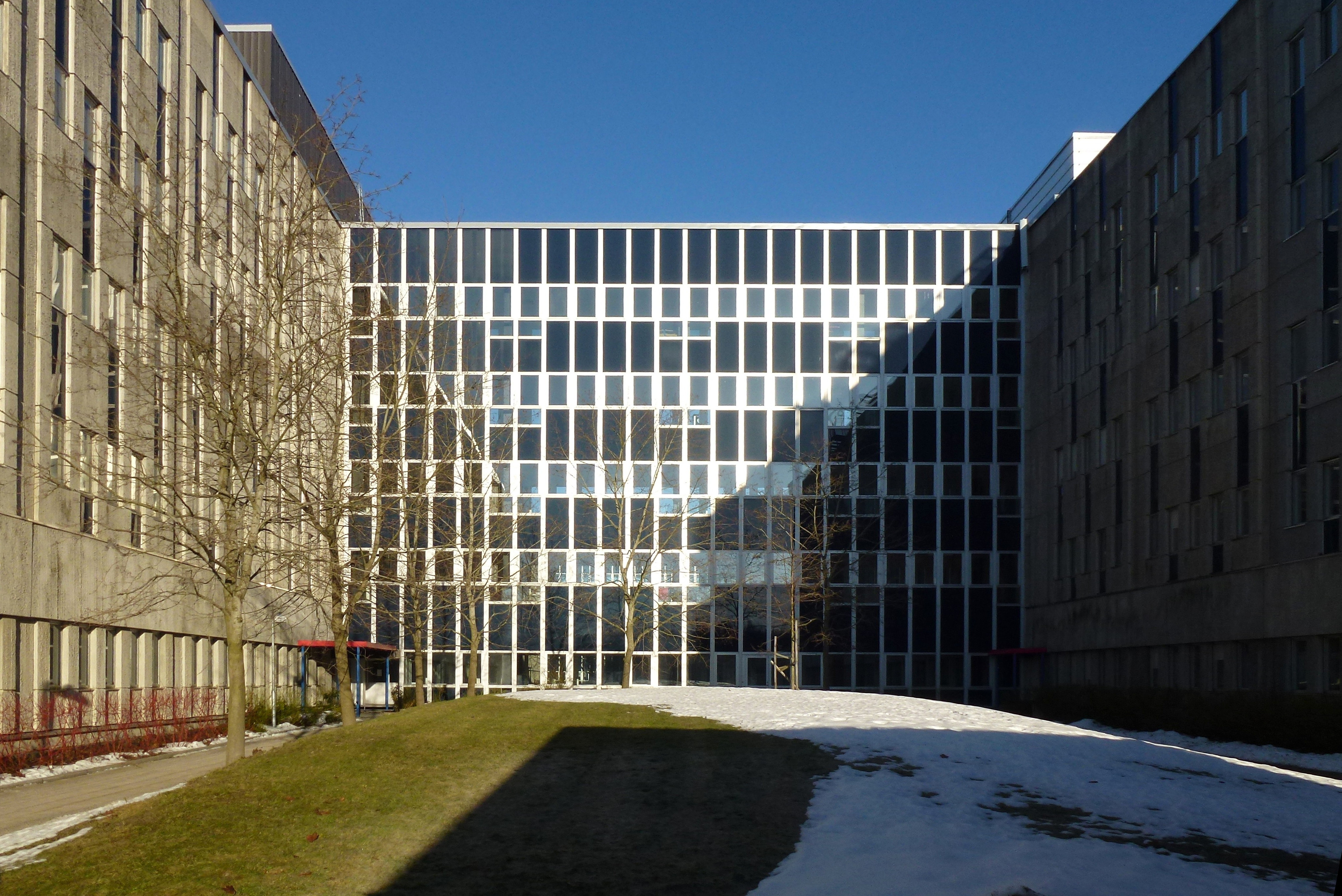
Mellanbyggnad
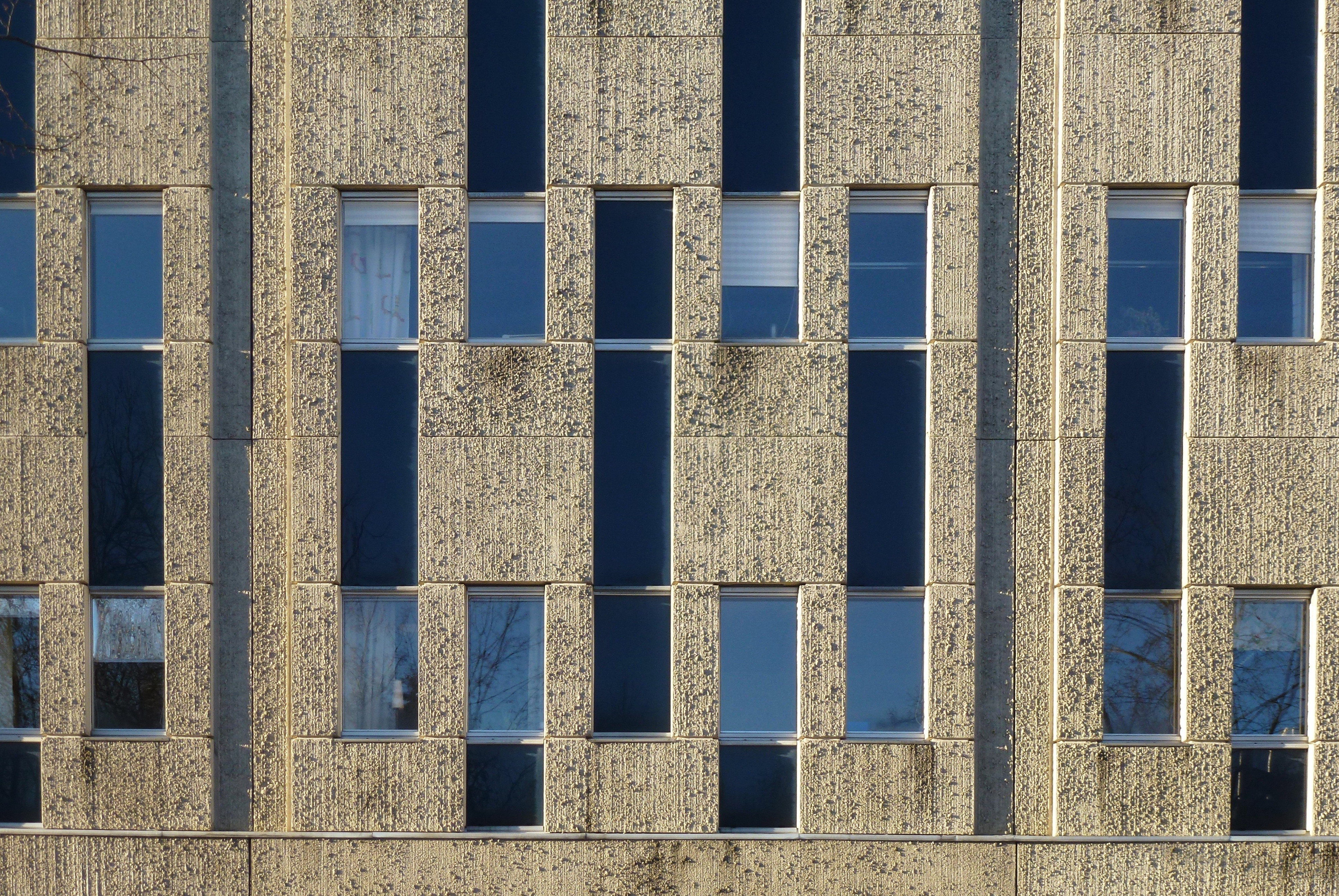
Fasaddetalj

### Karolinska universitetssjukhuset Solna
- Koordinater: 59°21′3.3″N 18°1′59.9″Ö / 59.350917°N 18.033306°Ö

Karolinska universitetssjukhuset Solna, tidigare Karolinska sjukhuset, är en av det sammanslagna universitetssjukhusets två storsjukhus. Det ligger i Solna norr om Stockholms innerstad. Där finns också Giftinformationscentralen, vars huvudman är Läkemedelsverket.
Planeringen av sjukhusets utformning påbörjades 1931 av arkitekten Carl Westman med danska Rigshospitalet som förebild. Efter Westmans död 1936 övertogs uppgiften av Sven Ahlbom och Sven Malm. Den första enheten, Radiumhemmet, inledde sin verksamhet 1937 och hela sjukhuset invigdes 1940. Inom ett årtionde tillkom även byggnader för psykiatrisk vård och hudsjukvård. Senare byggdes även barnsjukhuset, som på 1980-talet fick namnet Astrid Lindgrens barnsjukhus.
Karolinska sjukhuset var fram till 1982 ett rikssjukhus, men sedan det av staten överfördes till Stockholms läns landsting  har det fungerat dels som ett av Stockholms läns akutsjukhus dels som universitetssjukhus för Karolinska institutet.
Radiumhemmet ansvarar för icke-kirurgisk cancerbehandling. Det grundades 1910 och använde då röntgenstrålar och radium istället för kirurgi. 1937 flyttades det från Fjällgatan till Karolinskas område i Solna och blev statligt från att tidigare ha drivits privat av Cancerföreningen i Stockholm. Verksamheten omfattar fortfarande strålbehandling, kemoterapi, medicinsk cancerbehandling, förebyggande verksamhet och palliativ onkologi. Där finns även ett forskningslaboratorium. Till Onkologiska kliniken tillhörande enheter finns även på Danderyds sjukhus och Södersjukhuset.

#### Nya Karolinska Solna
Ett nytt sjukhus, Nya Karolinska Solna, började uppföras 2010 och har i perioden 2016 till 2018 ersatt det äldre Karolinska universitetssjukhuset Solna (viss verksamhet förekommer fortfarande i de gamla byggnaderna). Denna gång användes Cleveland Clinic i Ohio och dess tematiska uppdelning, till skillnad från en mer traditionell uppdelning i kliniker, av lokalerna som förebild. I samband med färdigställandet av det nya sjukhuset var planen att lokalerna till gamla Karolinska sjukhuset skulle säljas. Med en signifikant fördröjning har detta fortfarande inte kunnat genomföras (maj 2020).
Thorax-byggnaden, Astrid Lindgrens barnsjukhus och laboratorie-kvarteren har bevarats.

#### Bildgalleri, Karolinska Solna

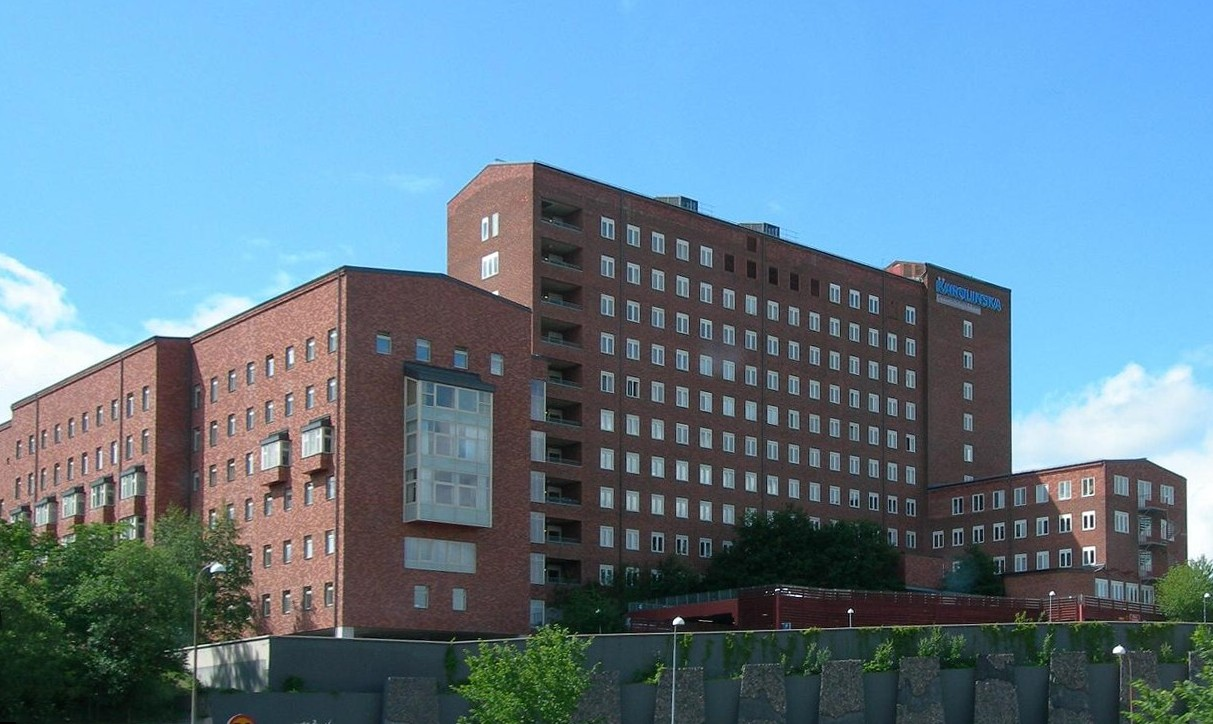
Karolinska i Solna
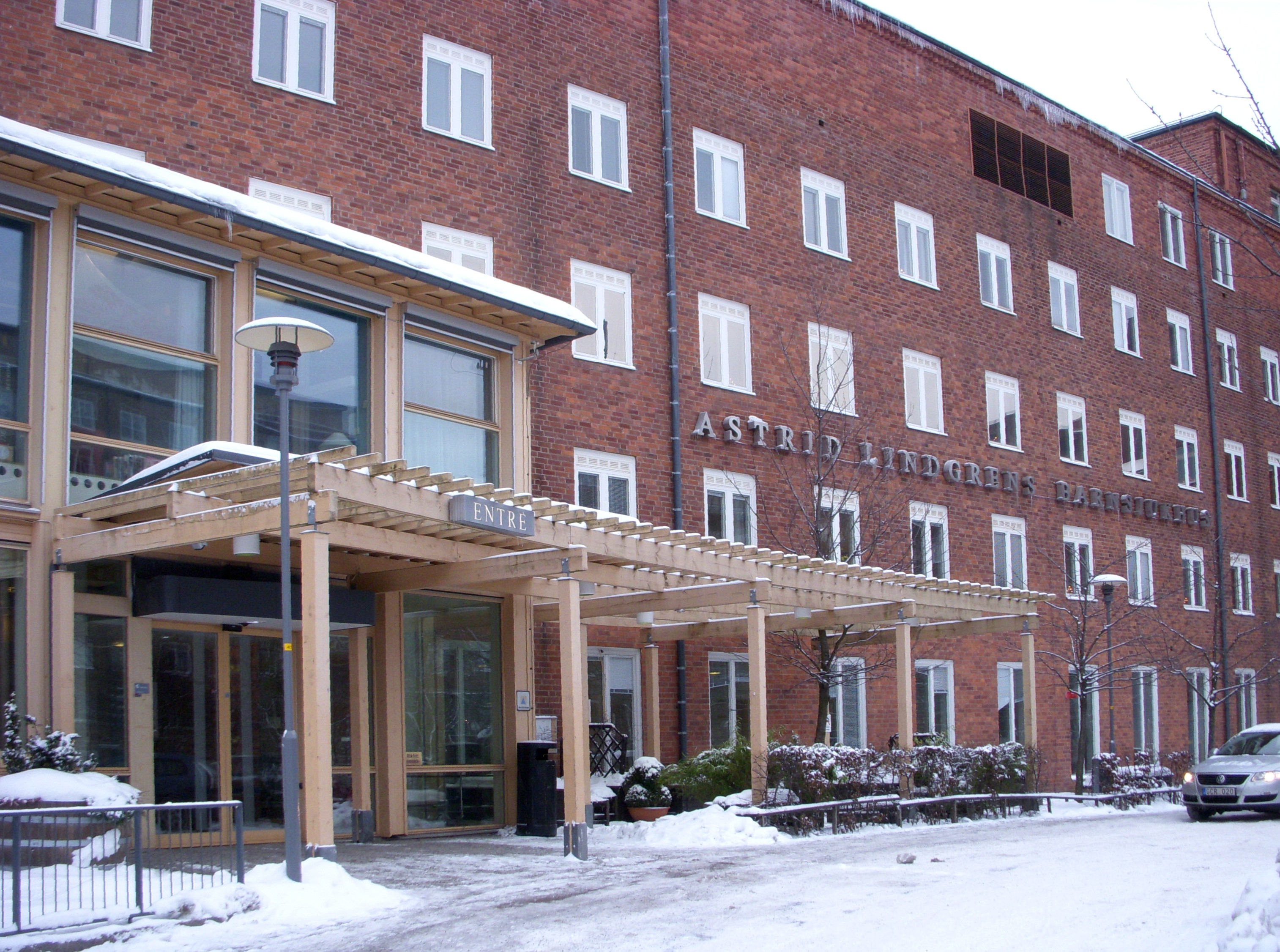
Astrid Lindgrens barnsjukhus
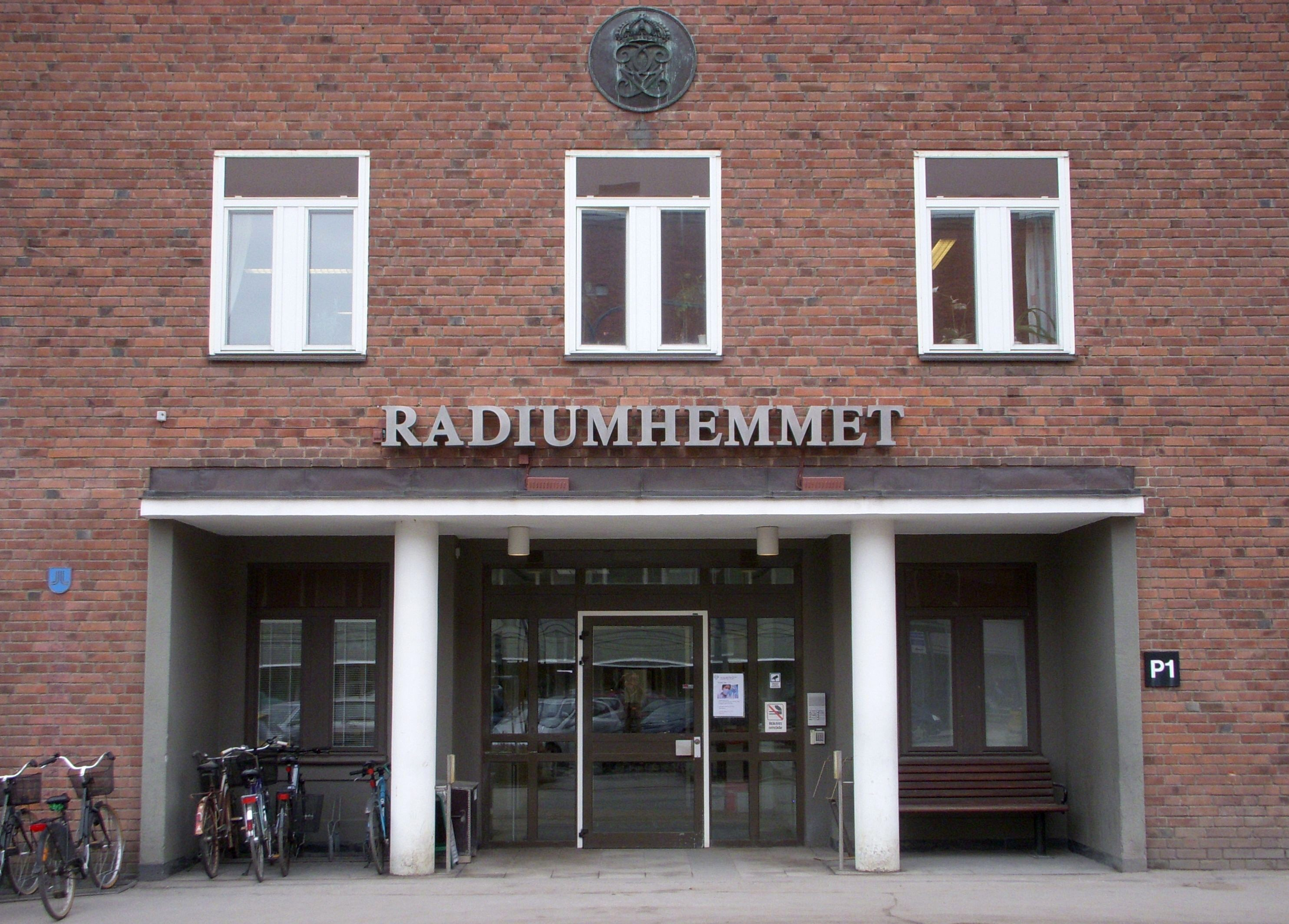
Radiumhemmet
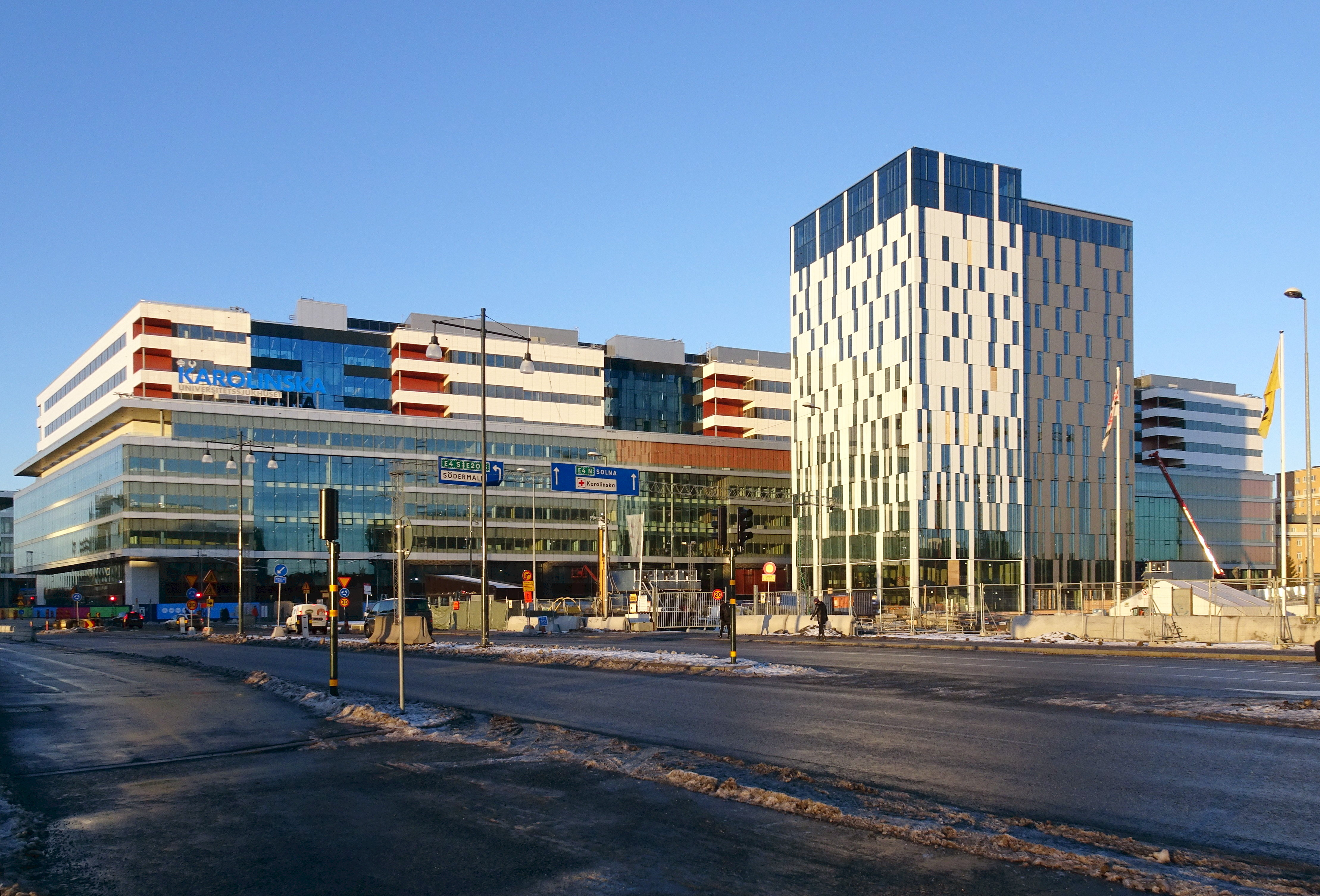
Nya Karolinska

### Astrid Lindgrens barnsjukhus
Efter en sammanslagning av barnklinikerna vid tidigare Huddinge sjukhus, Karolinska sjukhuset och Sankt Görans sjukhus år 1998 bildades Astrid Lindgrens barnsjukhus som nu tillhör Karolinska universitetssjukhuset. Verksamheten bedrivs både i Solna och i Huddinge. 

### Filialer
Karolinska universitetssjukhuset har andra enheter såsom onkologienheterna på Danderyds sjukhus och Södersjukhuset, "Karolinska Södermalms" hörselhabilitering på Rosenlunds sjukhus samt Liljeholmen BUMM (barn- och ungdomsmedicinsk mottagning) i Liljeholmen.

## Karolinska Trial Alliance
Karolinska Trial Alliance utför tjänster inom kliniska prövningar i Stockholms län. Enhetens uppgift är att skapa en grund för utvecklingen av nya läkemedel och en mer effektiv sjukvård. KTA finns både i Solna och i Huddinge.

## Sjukhusdirektörer
- 2004–2007 Cecilia Schelin Seidegård
- 2007–2014 Birgir Jakobsson[18]
- 2014–2019 Melvin Samsom[19]
- 2019–2024 Björn Zoëga
- 2024– Christophe Pedroletti[20]